# Saarbasar
De Saarbasar (eigen spelling: saarbasar) is een winkelcentrum in Saarbrücken-Eschberg.

## Geschiedenis
De Saarbasar werd in 1979 gebouwd op de plaats van de toen niet meer gebruikte staalfabriek Dingler & Karcher aan de voet van de Eschberg. In januari 2002 werd het winkelcentrum uitgebreid gerenoveerd. De werkzaamheden, die zo'n € 55 miljoen kostte, vonden plaats terwijl het centrum geopend bleef. De voltooiing van de werkzaamheden werd op 2 oktober 2003 gevierd met een heropening door de toenmalige premier van Saarland , Peter Müller. De Saarbasar wordt beheerd door MRE METRO Group Real Estate Management. 

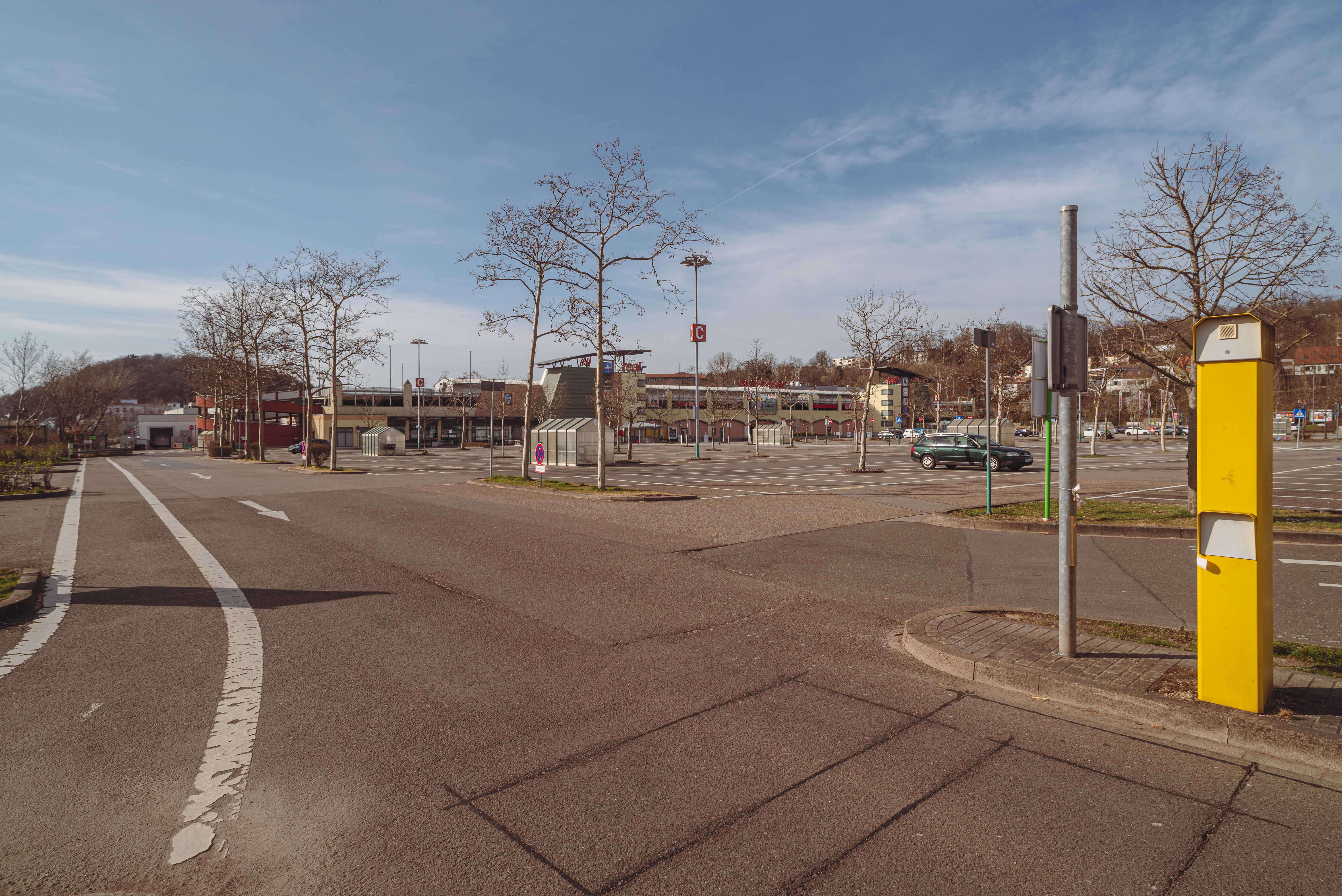
Uitzicht over de parkeerplaats voor de Saarbazaar

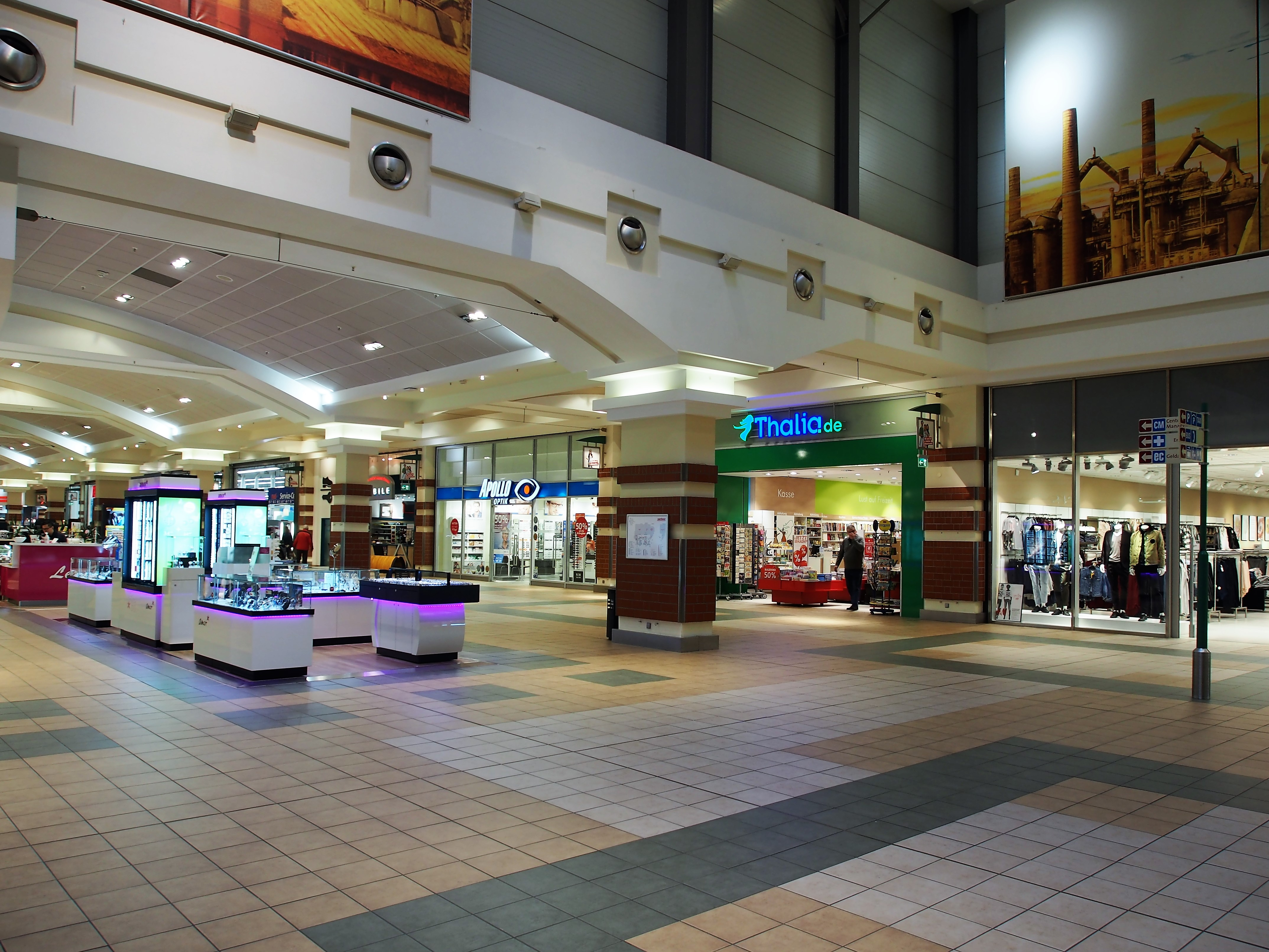
Winkels in de Saarbazaar

## De Saarbasar vandaag
Het Saarbasar ligt aan de voet van de wijk Eschberg in Saarbrücken. Een deel van de Saarbasar grenst aan de wijk Schafbrücke. De Saarbasar ligt vlak bij de Mainzer Straße. Het winkelcentrum is verdeeld over drie verdiepingen en beschikt over 53 winkels met een oppervlakte van 34.700 m².

## Bereikbaarheid
De Saarbasar is met een eigen halte verbonden met het busnetwerk van Saarbahn GmbH. Hier rijden buslijnen 107 (Folsterhöhe – Saarbasar) en 138 (Römerkastell – Dudweiler Dudoplatz). Er zijn meer dan 1.500 parkeerplaatsen beschikbaar bij het winkelcentrum. 